# Ena Shibahara
Ena Shibahara (nació el 12 de febrero de 1998) es una tenista japonesa - estadounidense. Se especializa en dobles.
Shibahara hizo su debut en el cuadro principal del Grand Slam en el US Open 2016 en el evento de dobles, en asociación con Jada Hart . Shibahara y Hart ganaron el Abierto de Estados Unidos en dobles femeninos.
En julio de 2019, Shibahara cambió de nacionalidad para representar a Japón.

## Torneos de Grand Slam

### Dobles

#### Finalista (1)
| Año  | Torneo               | Pareja       | Oponentes en la final                 | Resultado |
| 2023 | Abierto de Australia | Shuko Aoyama | Barbora Krejčíková Kateřina Siniaková | 4-6, 3-6  |

### Dobles mixto

#### Títulos (1)
| Año  | Torneo        | Pareja         | Oponentes en la final        | Resultado   |
| 2022 | Roland Garros | Wesley Koolhof | Ulrikke Eikeri Joran Vliegen | 7-6(5), 6-2 |

## Títulos WTA (11; 0+11)

### Dobles (11)
| Leyenda                                |
| Grand Slam (0)                         |
| Juegos Olímpicos (0)                   |
| WTA Finals (0)                         |
| P. Mandatory & Premier 5, WTA 1000 (2) |
| Premier, WTA 500 (5)                   |
| International, WTA 250 (4)             |

| N.º | Fecha                 | Torneo           | Superficie | Pareja          | Oponentes en la final                  | Resultado         |
| --- | --------------------- | ---------------- | ---------- | --------------- | -------------------------------------- | ----------------- |
| 1.  | 13 de octubre de 2019 | Tianjin          | Dura       | Shuko Aoyama    | Nao Hibino Miyu Kato                   | 6-3, 7-5          |
| 2.  | 20 de octubre de 2019 | Moscú            | Dura (i)   | Shuko Aoyama    | Kirsten Flipkens Bethanie Mattek-Sands | 6-2, 6-1          |
| 3.  | 16 de febrero de 2020 | San Petersburgo  | Dura (i)   | Shuko Aoyama    | Kaitlyn Christian Alexa Guarachi       | 4-6, 6-0, [10-3]  |
| 4.  | 13 de enero de 2021   | Abu Dabi         | Dura       | Shuko Aoyama    | Hayley Carter Luisa Stefani            | 7-6(5), 6-4       |
| 5.  | 7 de febrero de 2021  | Melbourne II     | Dura       | Shuko Aoyama    | Anna Kalinskaya Viktória Kužmová       | 6-3, 6-4          |
| 6.  | 4 de abril de 2021    | Miami            | Dura       | Shuko Aoyama    | Hayley Carter Luisa Stefani            | 6-2, 7-5          |
| 7.  | 26 de junio de 2021   | Eastbourne       | Hierba     | Shuko Aoyama    | Nicole Melichar Demi Schuurs           | 6-1, 6-4          |
| 8.  | 28 de agosto de 2021  | Cleveland        | Dura       | Shuko Aoyama    | Christina McHale Sania Mirza           | 7-5, 6-3          |
| 9.  | 17 de junio de 2023   | 's-Hertogenbosch | Hierba     | Shuko Aoyama    | Viktória Kužmová Tereza Mihalíková     | 6-3, 6-3          |
| 10. | 13 de agosto de 2023  | Montreal         | Dura       | Shuko Aoyama    | Desirae Krawczyk Demi Schuurs          | 6-4, 4-6, [13-11] |
| 11. | 20 de octubre de 2024 | Osaka            | Dura       | Laura Siegemund | Cristina Bucșa Monica Niculescu        | 3-6, 6-2, [10-2]  |

#### Finalista (7)
| N.º | Fecha                 | Torneo               | Superficie    | Pareja          | Oponentes en la final                 | Resultado         |
| --- | --------------------- | -------------------- | ------------- | --------------- | ------------------------------------- | ----------------- |
| 1.  | 13 de abril de 2019   | Bogotá               | Tierra batida | Hayley Carter   | Zoe Hives Astra Sharma                | 1-6, 2-6          |
| 2.  | 4 de agosto de 2019   | San José             | Dura          | Shuko Aoyama    | Nicole Melichar Květa Peschke         | 4-6, 4-6          |
| 3.  | 19 de marzo de 2022   | Indian Wells         | Dura          | Asia Muhammad   | Xu Yifan Zhaoxuan Yang                | 5-7, 6-7(4)       |
| 4.  | 29 de enero de 2023   | Abierto de Australia | Dura          | Shuko Aoyama    | Barbora Krejčíková Kateřina Siniaková | 4-6, 3-6          |
| 5.  | 9 de abril de 2023    | Charleston           | Tierra batida | Giuliana Olmos  | Danielle Collins Desirae Krawczyk     | 6-0, 4-6, [12-14] |
| 6.  | 27 de octubre de 2024 | Tokio                | Dura          | Laura Siegemund | Shuko Aoyama Eri Hozumi               | 4-6, 6-7(3)       |
| 7.  | 22 de junio de 2025   | Nottingham           | Hierba        | Anna Danilina   | Beatriz Haddad Maia Laura Siegemund   | 5-7, 3-6          |